# Stopień Wodny Ratowice

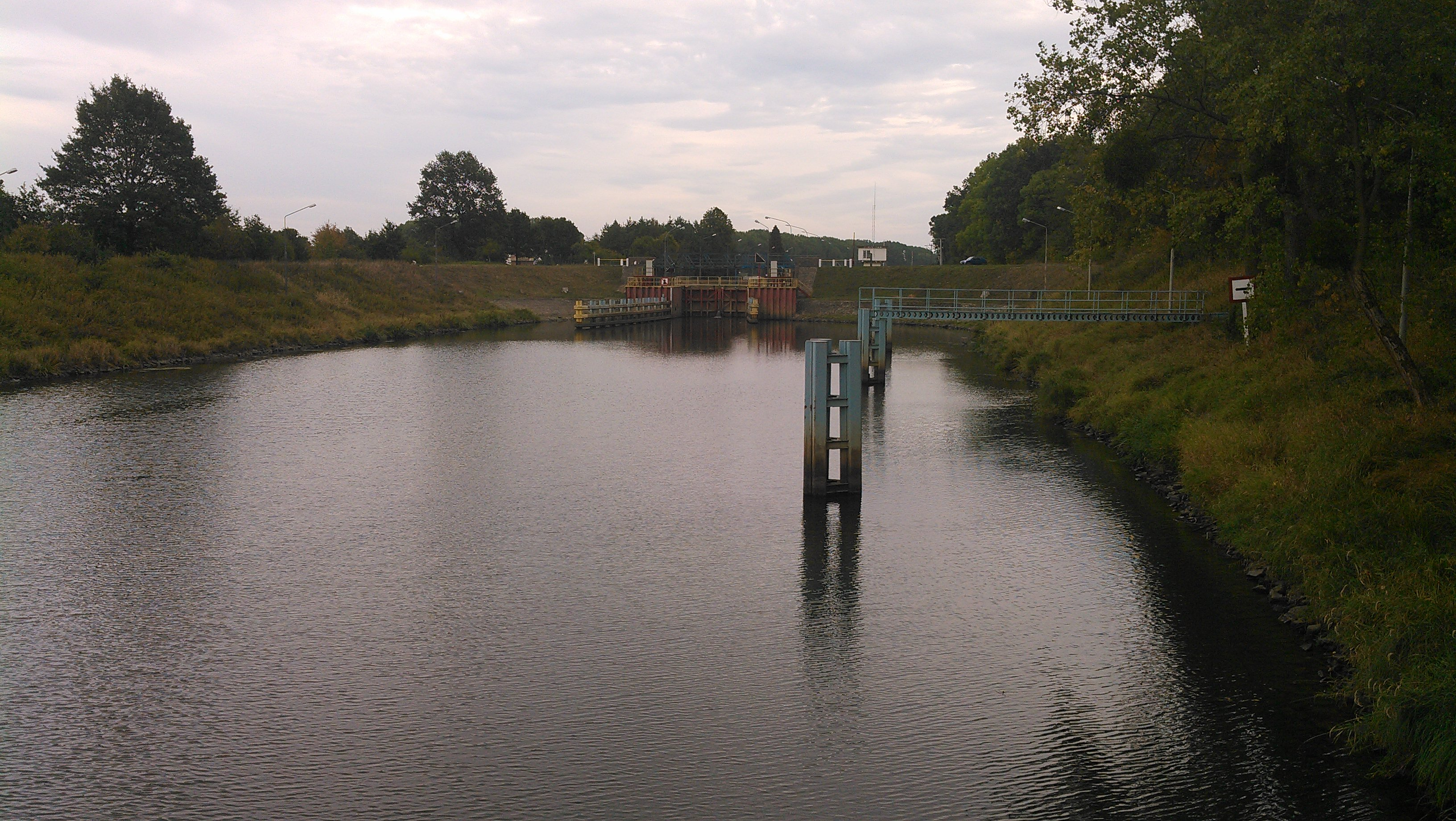
Awanport Śluzy Ratowice od strony Wrocławia

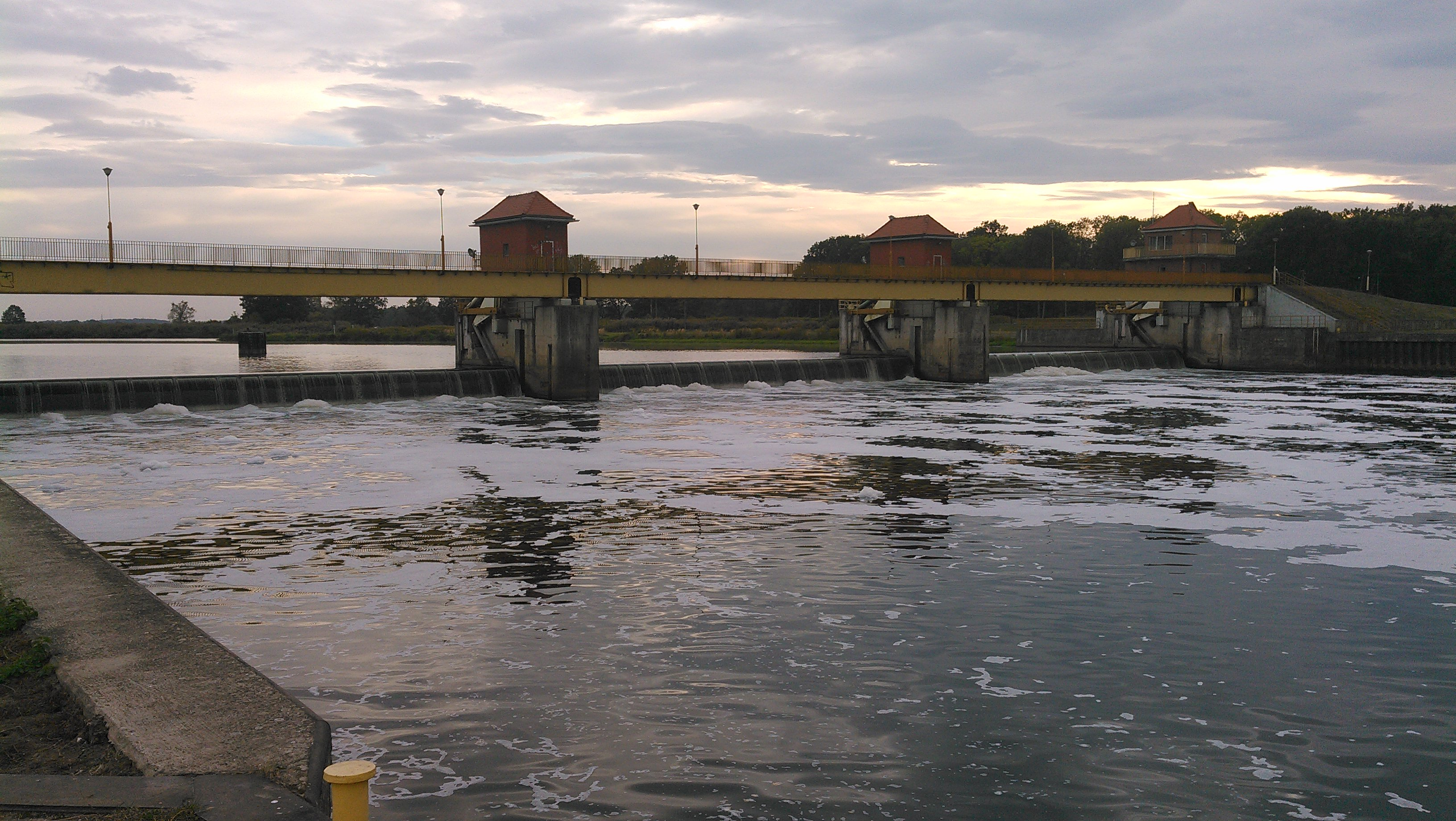
Jaz Ratowice

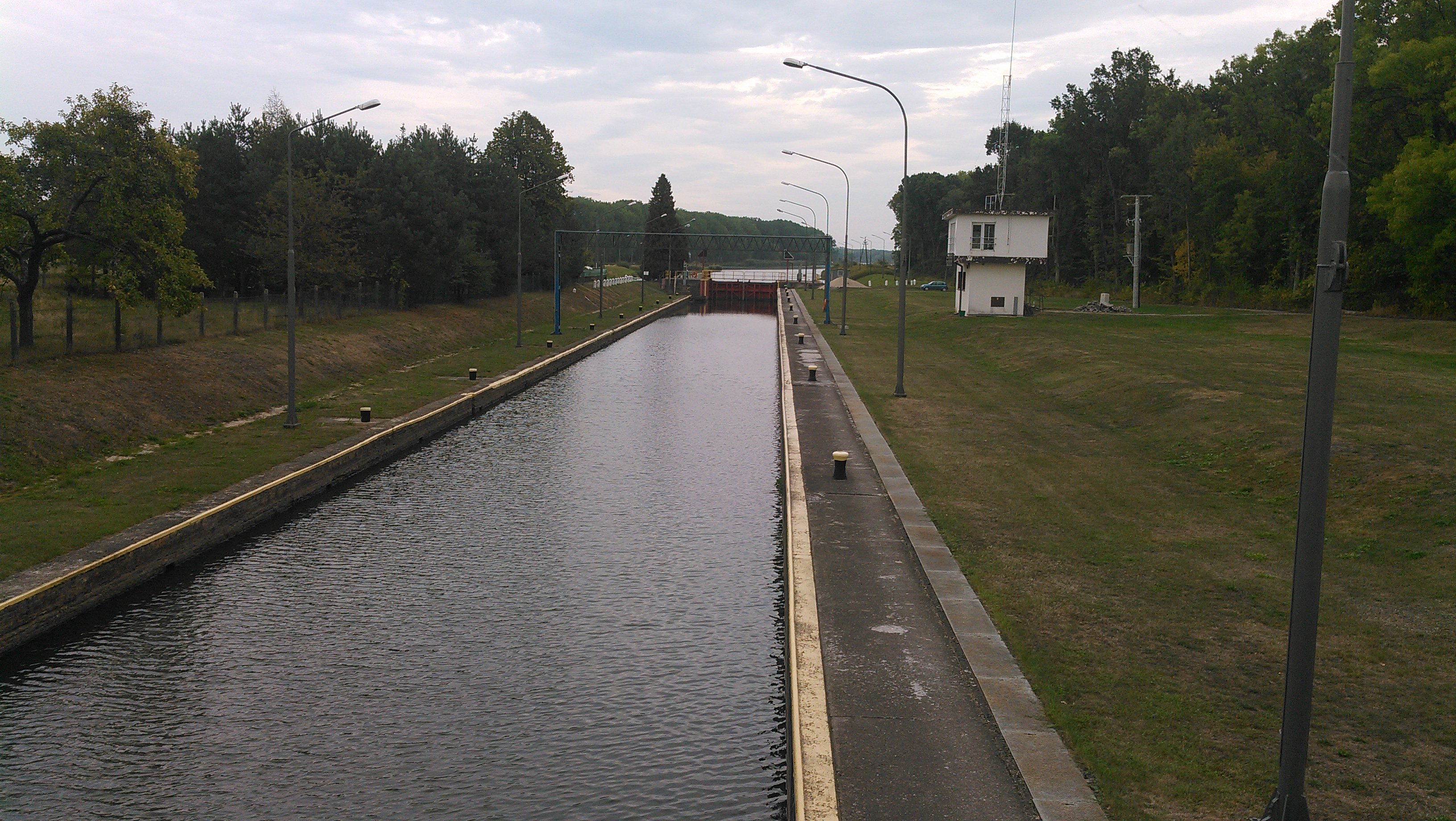
Komora Śluzy Ratowice

Stopień Wodny Ratowice – stopień wodny na Odrze we wsi Ratowice w gminie Czernica w powiecie wrocławskim na 227,4 km biegu rzeki. Składa się ze śluzy komorowej klasy III oraz trzyprzęsłowego jazu klapowego klasy IV. Wybudowany w latach 1910-11, podczas drugiego etapu kanalizacji Odry.
Poprzednim stopniem wodnym jest Stopień Wodny Oława, kolejnym – Stopień Wodny Janowice.